# Яглиця
Яглиця (Aegopódium) — рід багаторічних трав'янистих рослин родини окружкові. Поширена у Європі та Азії. Часто зустрічається як бур'ян у садах, парках та на городах.

## Ботанічний опис
Листки на довгих черешках, двічі трійчасті або трійчасто перисті. Листочки — довгасто-яйцюваті, пилчасті по краях.
Суцвіття — зонтики, квітки дрібні, білі, рідко рожеві, тичинок п'ять.
Плоди стиснуті з боків, з тонкими ниткоподібними ребрами.

## Види[1]
- Aegopodium alpestre
- Aegopodium decumbens
- Aegopodium handelii
- Aegopodium henryi
- Aegopodium kashmiricum
- Aegopodium komarovii
- Aegopodium latifolium
- Aegopodium podagraria L. типовий[2] — Яглиця звичайна
- Aegopodium tadshikorum
- Aegopodium tribracteolatum